# Conus emaciatus
Conus emaciatus é uma espécie de gastrópode do gênero Conus, pertencente à família Conidae.